# Torneo Festival Patria
El Torneo Festiva Patria fue un Torneo relámpago, organizado en La Paz, con clubes, paceños, orureños y cochalos, festejando el aniversario de Bolivia, siendo su impulsor y organizador el Gobierno de la Revolución Nacional, durante la presidencia de Hernán Siles Zuazo

## Historia
“DECRETO SUPREEMO Nº 4674 
HERNAN SILES ZUAZO 
PRESIDENTE CONSTITUCIONAL DE LA REPÚBLICA 
CONSIDERANDO: 
Que por iniciativa del Gobierno de la Revolución Nacional y con la cooperación del Círculo de Redactores Deportivos de Bolivia y de otras entidades de cultura física se lleva a cabo anualmente en esta ciudad el torneo deportivo denominado "Festival Patria"; 
Que es necesario estimular las actuaciones cívico-deportivas en las que el pueblo encuentra sano esparcimiento, procurando su perfeccionamiento y extensión a todos los distritos de la República; 
Que es igualmente importante destinar los recursos provenientes de estos festivales a la construcción de sedes sociales y nuevos campos deportivos. 
DECRETA:
ARTÍCULO 1º- Anualmente, en escala nacional y con carácter obligatorio, se realizará bajo las auspicios del Ministerio de Educación y con la participación de las entidades deportivas requeridas, el Festival Deportivo "Patria".
ARTÍCULO 2º- Los ingresos provenientes de estos festivales se destinarán cada año y en cada distrito, por la Asamblea Nacional de Deportes, a sugerencia de las Asambleas Departamentales de Deportes, a la construcción de sedes sociales de las diversas federaciones deportivas y del Círculo de Redactores Deportivos de Bolivia, así como a la iniciación, reparación y conclusión de campos deportivos.
ARTÍCULO 3º- La Asamblea Nacional de Deportes proyectará un Reglamento especial, el mismo que deberá ser aprobado por el Ministerio de Educación. 
El señor Ministro de Educación y Bellas Artes, queda encargado de la ejecución y cumplimiento del presente Decreto. 
Es dado en el Palacio de Gobierno de la ciudad de La Paz, a los veinticuatro días del mes de junio de mil novecientos cincuenta y siete años.
(Fdo.) HERNAN SILES ZUAZO.- F. Diez de Medina.

## Ediciones
| Año  | Campeón | Subcampeón    |
| ---- | ------- | ------------- |
| 1957 | Bolívar | The Strongest |
| 1958 | Bolívar | Always Ready  |